# The Bulls**t Detective
Pour les articles homonymes, voir Bullshit (homonymie).
The Bulls**t Detective (The Bullshit Detective) est une émission de télévision britannique en onde en avril et mai 1997, possédant plusieurs similarités avec l'émission américaine Bullshit! animée par le duo Penn and Teller.

## Personnages
L'émission est présenté par Alasdair Jeffrey connu au Royaume-Uni pour sa participation à l'émission The Ferocious Mr. Fixit, et les investigations sur le terrain sont habituellement effectués par Danny Robins et Alex Kramer.

## Liste des épisodes
Seul quatre épisodes furent portés à l'écran. 
Épisode 1
Date de diffusion : 12 avril
Épisode 2
Date de diffusion : 19 avril
Épisode 3
Date de diffusion : 26 avril
Épisode 4
Date de diffusion : 3 mai